# Daphnia
Daphnia (Müller. 1785) è un genere di piccoli crostacei cladoceri planctonici. Sono noti comunemente col nome di pulci d'acqua, a causa del loro stile di nuoto. Sono lunghi da 0,2 a 5 mm e vivono all'interno di laghi, stagni, ruscelli e fiumi.

## Morfologia
La divisione del corpo in segmenti, tipica dei crostacei, in questo genere è praticamente invisibile. Il capo è fuso e ricurvo sul corpo, da cui è separato da un incavo ben visibile. Nella maggior parte delle specie il resto del corpo è ricoperto da un carapace con un'apertura ventrale da cui si dipartono 5 o 6 paia di zampe. Gli occhi composti, il secondo paio di antenne e una coppia di setae addominali costituiscono le parti più prominenti del corpo. In molte specie il carapace è traslucido o quasi, rendendo questi animali perfetti per l'osservazione al microscopio, per mezzo del quale è possibile vedere il battito del cuore.
Anche a bassi ingrandimenti è possibile osservare il meccanismo di nutrimento, il movimento dei giovani immaturi all'interno del corpo della madre, gli occhi mossi dai muscolo ciliare e i corpuscoli del sangue pompati nel sistema circolatorio dal cuore. Questo si trova all'apice del dorso, subito dietro il capo e la frequenza cardiaca è di circa 180 bpm in condizioni normali. Le daphnie, come molti animali, sono sensibili all'intossicazione da alcool. Questo le rende dei soggetti eccellenti per lo studio degli effetti della depressione del sistema nervoso, a causa dell'esoscheletro trasparente che rende possibile osservare la frequenza cardiaca alterata. Questo esperimento può anche essere condotto usando caffeina, nicotina o adrenalina e osservando un aumento della frequenza cardiaca. 

## Alimentazione
Poche daphnie si cibano di piccoli crostacei e rotiferi, ma la maggior parte sono filtratrici e si cibano di  alghe unicellulari, protozoi e batteri. Si nutrono anche di lievito ma ciò avviene soprattutto in laboratorio o in ambienti controllati. Il battito delle zampe produce una corrente costante attraverso il carapace che porta il cibo nel tratto digestivo. Le particelle di cibo intrappolate si trasformano in un bolo alimentare che si muove lungo l'apparato digestivo fino all'ano, situato sulla superficie ventrale dell'appendice terminale. Il primo e il secondo paio di zampe aiutano l'animale nell'intrappolare le particelle di cibo, le altre zampe creano la corrente d'acqua, mentre il nuoto è assicurato dal secondo paio di antenne, di solito più lunghe del primo paio.

## Riproduzione
Si riproducono per partenogenesi, di solito in primavera e fino alla fine dell'estate. Uno o più embrioni vengono portati all'interno del corpo della madre. Le daphnie neonate devono effettuare diverse mute prima di diventare adulti maturi, e tutto ciò avviene di solito in circa 2 settimane. I giovani sono piccole copie degli adulti, non esistono quindi stadi ninfali o larvali. Le femmine mature sono capaci di riprodursi ogni 10 giorni in condizioni ideali. Il processo riproduttivo continua fino a quando le condizioni ambientali sono favorevoli. Con l'avvicinarsi dell'inverno o se le condizioni cambiano, la produzione di femmine partenogenetiche cessa e vengono generati dei maschi. Ad ogni modo anche in condizioni ambientali avverse i maschi sono solo la metà della popolazione totale e in alcune specie essi sono del tutto assenti. I maschi sono molto più piccoli delle femmine e presentano un'appendice addominale specializzata usata durante l'accoppiamento per attaccarsi alla femmina, aprire il suo carapace e inserire una spermateca e dunque fecondare le uova. Queste sono chiamate uova invernali e presentano un guscio chiamato ephippium, che le preserva e le protegge fino alla primavera, dove opportuni stimoli, in particolare la fotostimolazione, ne favoriscono la schiusa, così da far ripartire il ciclo per partenogenesi.

## Durata della vita
Le daphnie non vivono per più di un anno e la durata della vita è ampiamente dipendente dalla temperatura. Per esempio, alcuni organismi possono vivere fino a 108 giorni a 3 °C mentre altri vivono solo 29 giorni a 28 °C. Una chiara eccezione a questa regola si ha in inverno, quando le condizioni avverse limitano la popolazione e sono state osservate femmine vivere per più di sei mesi. Questi individui crescono a un ritmo più lento ma raggiungono dimensioni maggiori di quelli che crescono in condizioni normali.

## Usi
Talvolta le daphnie possono essere usate in alcuni ambienti per testare gli effetti tossici di molteplici contaminanti su di un ecosistema. Ciò rende le daphnie degli indicatori biologici particolarmente utili a causa del loro breve ciclo vitale e della loro capacità riproduttiva. Le specie più impiegate a tale scopo sono Daphnia magna, D. pulex e Ceriodaphnia.

## Acquariofilia
Le daphnie vengono anche allevate dagli acquariofili e utilizzate come cibo vivo per i pesci d'acquario.

## Stato di conservazione
Le popolazioni di diverse specie di Daphnia sono considerate minacciate. Daphnia nivalis, Daphnia coronata, Daphnia occidentalis e Daphnia jollyi sono elencate come vulnerabili nella red list dell'IUCN.